# Johan Sidén
Johan Teodor Bernadotte Sidén, född 20 maj 1829 i Nätra socken, död 1 december 1889 i Stockholm, var en svensk företagsman och engelsk vicekonsul.
Sidén var först förvaltare på Lejonströms såg innan han grundade Clemensnäs såg. Senare grundade han även Båtviks såg. På 1870-talet uppförde han de byggnader som numer utgör Nordanå.

## Biografi

### Privatliv
Sidén var son till Johan Sidén och Eva Sophia Thandbergsson. Fadern hade övertagit Lo sågverk i Ångermanland efter svärfadern. Verksamheten såldes 1837 och strax därefter avled fadern. 
Han gifte sig med Catharina Margareta Sundström (f. 1823) och makarna fick tre barn: Eva Sophie Margreth (1847–1927), Johan Teodor Bernadotte (1848–1922) som gifte sig med Charlotte Sidén och Peter Jonas Efraim (f. 1850). 
Sidén bodde på en gård i Körran och på 1870-talet byggde han de byggnaderna som numer utgör Nordanå. År 1877 avled hans mor och därefter sålde han gården och flyttade söderut. Sidén avled på Sabbatsbergs sjukhus 1889.

### Karriär
Sidén flyttade till Gästrikland och därifrån vidare till Skellefteå. Där tog ganska arbete som förvaltare vid Lejonströms sågverk. År 1864 lämnade han sågverket för att arbeta vidare med sina kooperativa idéer i Skellefteåbygden. Året därpå offentliggjorde han ett upprop där han bjöd in till att teckna aktier för att grunda en ångsåg vid Skellefte älvs mynning. Bönderna i området tecknat aktier men det fanns också skeptiska röster som ventilerades i form av insändare i Skellefteå nya tidning. Han hade dock stöd av bland annat Kommunalnämndsordföranden i Arvidsjaur som i samma tidning skrev:   
| "Samtliga fjällgubbarna anse honom för en bland de bättre herremännen, för att icke säga den bäste". |
| – Kommunalnämndens ordförande i Arvidsjaur                                                           |

Den 10 juni 1865 hölls en konstituerande stämma för Skellefteå Ångsågs Aktiebolag. Bolaget delades i 1 000 aktier om 100 riksdaler var. Sidén utsågs till förvaltare med en årslön om 2 500 riksdaler och bland dess styrelseledamöter återfanns Nils Nordlander och kyrkoherde J. Mörtsell i Malå. 
År 1866 stod sågverket klart på Klemensnäs och två år senare fördubblades dess kapacitet. Senare startade Sidén även en bolagsbod som tillhandahöll livsförnödenheter för bolagsmedlemmarna och arbetarna.      
Debatten kring Sidén fortsatte och vid bolagsstämman 1875 valdes istället hans måg, O. W. Wahlberg, till förvaltare. Istället startade han ett nytt sågverk, denna gång i Båtvik. Båtviks såg blev dock inte långvarigt.